# Pachycondyla modiglianii
Pachycondyla modiglianii är en myrart som beskrevs av Carlo Emery 1900. Pachycondyla modiglianii ingår i släktet Pachycondyla och familjen myror. Inga underarter finns listade i Catalogue of Life.